# Barbro Karlén
Barbro Karlén (ur. 1954) – szwedzka pisarka, znana głównie z relacji swojego poprzedniego życia jako Anne Frank.
Karlén stała się płodną pisarką od najmłodszych lat. Książka jej poezji, Människan på jorden (opublikowana w języku angielskim jako Man on Earth, tł. Człowiek na Ziemi), opublikowana, gdy miała 12 lat, doprowadziła do szerokiego uznania jej w Szwecji jako cudowne dziecko. Barbro do wieku 16 lat opublikowała 10 książek poezji i prozy.
Jako dziecko, Karlén miała wspomnienia z poprzedniego życia jako Anne Frank. W autobiograficznej pracy, And the Wolves Howled, zrelacjonowała, że podczas pobytu w miejscowości Amsterdam, jako dziecko ze swoją rodziną, mogła znaleźć drogę do domu Franków i ustalić szczegóły budowy domu i meble, które zostały zmienione od czasu Franków.
Karlén później pracowała jako konna policjantka, szkoliła konie i brała udział w zawodach w ujeżdżeniu. Mieszkała w Kalifornii od 2000 roku.